# Indonemoura gigaoni
Indonemoura gigaoni är en bäcksländeart som först beskrevs av Aubert 1967.  Indonemoura gigaoni ingår i släktet Indonemoura och familjen kryssbäcksländor. Inga underarter finns listade i Catalogue of Life.